# Francis Leo Braganza
Francis Leo Braganza SJ (* 29. Januar 1922 in Bombay; † 21. Dezember 2011 in Ahmedabad) war ein indischer Geistlicher und römisch-katholischer Bischof von Baroda. 

## Leben
Francis Leo Braganza trat am 28. Mai 1938 der Ordensgemeinschaft der Jesuiten in Shembaganur bei und empfing am 21. November 1951 die Priesterweihe. Von 1956 bis 1961 war er Professor am Seminar von St. Xavier in Ahmedabad. 1961/62 war er Rektor von Rosary, Baroda. Braganza war Vizeprovinzial seines Ordens in Gujarat (1963–1968) und Assistent der Ordensleitung (1967–1970). Von 1970 bis 1980 war er Rektor des Priesterseminars von St. Xavier in Ahmedabad.
Papst Johannes Paul II. ernannte ihn am 27. April 1987 zum Bischof von Baroda. Der Erzbischof von Bombay Simon Ignatius Pimenta weihte ihn am 29. Juni desselben Jahres zum Bischof; Mitkonsekratoren waren Charles Gomes SJ, Bischof von Ahmedabad, und Gregory Karotemprel CMI, Bischof von Rajkot. 
Am 29. August 1997  nahm Papst Johannes Paul II. seinen altersbedingten Rücktritt an.